# قرار مجلس الأمن التابع للأمم المتحدة رقم 1343
قرار مجلس الأمن التابع للأمم المتحدة رقم 1343، المتخذ بالإجماع في 7 آذار / مارس 2001، بعد التذكير بالقرارات المتعلقة بسيراليون والمنطقة، بما في ذلك القرارات 1132 (1997) و1171 (1998) و1306 (2000)، طالب المجلس ليبريا بإنهاء دعمها للمتمردين في سيراليون وهدد بفرض عقوبات واسعة النطاق ما لم تمتثل الدولة لمجلس الأمن.
حثت المجموعة الاقتصادية لدول غرب افريقيا الأمم المتحدة على تأخير بدء نفاذ القيود المفروضة على ليبيريا. دخلت العقوبات حيز التنفيذ في مايو 2001، بعد أن واصلت الحكومة الليبيرية اتصالاتها مع المتمردين في سيراليون في انتهاك لمطالب مجلس الأمن.

## القرار

### أعمال
سُنَّت الأحكام التالية بموجب الفصل السابع من ميثاق الأمم المتحدة، مما جعلها واجبة الإنفاذ قانونًا.

#### أ
أشار مجلس الأمن إلى القرارين 788 (1992) و985 (1995) وأشار إلى أن النزاع الليبيري قد تم حله وأجريت الانتخابات. تم إنهاء حظر الأسلحة وتشكيل لجنة لرصد الجزاءات.

#### ب
طالب القرار الحكومة الليبيرية بإنهاء دعمها للمتمردين في سيراليون وطرد أعضاء الجبهة المتحدة الثورية من البلاد؛ إنهاء الدعم المالي والعسكري؛ وقف استيراد الماس الخام؛ تجميد أصول الجبهة المتحدة الثورية والطائرات البرية المسجلة في ليبريا والتي تعمل في نطاق ولايتها القضائية حتى يتم وضع نظام تسجيل مناسب. وعلاوة على ذلك، طُلب من رئيس ليبريا تشارلز تيلور السماح لبعثة الأمم المتحدة في سيراليون بحرية الحركة في البلد وإعادة الأسلحة والمعدات المصادرة؛ إطلاق سراح جميع المختطفين وإدخال مقاتليهم في برامج نزع السلاح والتسريح وإعادة الإدماج. وطالب جميع دول المنطقة باتخاذ إجراءات لمنع الهجمات المسلحة ضد الدول المجاورة التي يمكن أن تسهم في زعزعة استقرار الوضع على الحدود بين غينيا وسيراليون وليبيريا.
ثم صدرت تعليمات لجميع البلدان بتنفيذ حظر توريد الأسلحة إلى ليبيريا، بما في ذلك منع المساعدة العسكرية ولن تنطبق هذه التدابير على الموارد المخصصة للأمم المتحدة أو العاملين في المجال الإنساني. تم حظر استيراد الماس الخام من ليبيريا وفرض حظر سفر على كبار مسؤولي الحكومة الليبيرية ومسؤولي الجيش وغيرهم ممن يقدمون المساعدة للمتمردين في سيراليون وستمنح لجنة مجلس الأمن المنشأة بموجب القرار الحالي استثناءات إنسانية ودينية من القيود. قرر المجلس أن العقوبات ستدخل حيز التنفيذ في الساعة 00:01 بتوقيت شرق الولايات المتحدة بعد شهرين من اعتماد القرار الحالي ما لم تمتثل ليبيريا لمطالب مجلس الأمن. إذا لم يكن هناك أي امتثال فسيكون حظر الأسلحة ساري المفعول لمدة 14 شهرًا وحظر الأسلحة وحظر السفر لمدة 12 شهرًا وسيتبع كلاهما مراجعة. وفي هذا الصدد، طُلب من الأمين العام كوفي عنان أن يقدم تقريره الأول في 30 نيسان / أبريل 2001 وكل ستة أشهر بعد ذلك بشأن ما إذا كان قد تم إحراز تقدم بشأن امتثال ليبريا لمطالب مجلس الأمن والجوانب الأخرى للحالة في البلد.
أجاز مجلس الأمن تشكيل لجنة لجمع المعلومات حول الإجراءات التي اتخذتها الدول لتنفيذ القيود والتحقيق في الانتهاكات وتقديم توصيات لتحسين فعاليتها. تمت دعوة الحكومة الليبيرية والدول المصدرة للماس في غرب إفريقيا إلى إنشاء أنظمة شهادات المنشأ. وطُلب من البلدان مكافحة انتشار الأسلحة والاتجار بها في غرب أفريقيا وتقديم تقرير في غضون 30 يوما عن التدابير التي اتخذتها لتنفيذ العقوبات ضد ليبيريا.
طُلب من الأمين العام إنشاء لجنة خبراء لمدة ستة أشهر تتكون من خمسة أعضاء كحد أقصى للتحقيق في الروابط بين استغلال الموارد الطبيعية والنزاع في سيراليون والبلدان المجاورة ومراقبة امتثال الحكومة الليبيرية لمطالب مجلس الأمن. وأية معلومات يجدها الفريق، ولا سيما فيما يتعلق بانتهاكات الجزاءات، ستُعرض على الدول الأعضاء المعنية. تم حث جميع الدول على التعاون مع اللجنة ولجنة الخبراء، حيث قرر المجلس إجراء مراجعة للعقوبات في غضون 60 يومًا وكل ستة أشهر بعد ذلك.